# Honey (singel)
Honey – piosenka powstała we współpracy Mariah Carey, Puff Daddy’ego, Steviego J i Q-Tipa. Piosenka została wydana jako pierwszy singel promujący album Butterfly.

## Historia piosenki
„Honey” stał się dwunastym singlem #1, zdobywającym szczyt Billboard Hot 100. Był trzecim singlem w karierze Mariah, który zadebiutował na pierwszym miejscu tej listy i dzięki temu Carey stała się rekordzistką pod względem singli debiutującym na pierwszym miejscu. Po debiucie, przez trzy tygodnie utrzymał się na pierwszym miejscu. Po tym, jak sprzedaż singla zaczęła spadać, promocja radiowa nie była na tyle silna, aby utrzymać popularność „Honey” i zaczął się nowy trend w singlach Carey: CD zaczęło się dobrze sprzedawać, ale promocja radiowa będzie przeciętna i działo się tak aż do wydania „We Belong Together”. Jej piosenki zaczęły odnosić mniejsze sukcesy na listach airplay niż na listach sprzedaży. „Honey” przez 18 tygodni znajdowała się na liście w pierwszej 40. i zdobył 32. miejsce na końcoworocznej liście Hot 100 w 1997 roku.
Poza USA „Honey” radził sobie bardzo dobrze. Zdobył pierwszą trójkę w Wielkiej Brytanii, Włoszech i Kanadzie oraz pierwszą dziesiątkę w Australii i Szwecji. Singel, osiągnął sukces i jest jednym z najbardziej rozpoznawanych hitów artystki na całym świecie.

## Teledysk
Premiera teledysku miała miejsce we wrześniu 1997 roku na antenie MTV i BET. Fabuła teledysku została zaczerpnięta z filmy o Jamesie Bondzie. Zdjęcia nakręcono w lipcu 1997 roku na wyspie Puerto Rico przez Paula Hantera. W klipie ukazana jest historia porwanej dziewczyny przez włoską mafię. Mariah, wcielona w postać porwanej, uwalnia się i ucieka. Ucieczka przez skok z balustrady balkonu do basenu jest początkiem przygód do wolności. Ucieka przed porywaczami na skuterze wodnym i dotarcie do łodzi, na której znajduje schronienie wśród marynarzy, z którymi wykonuje układ taneczny. Członkowie mafii docierając na łodzi, jednak nie znajdują tam również uciekinierki, gdyż ta już znajduje się na plaży i cieszy się wolnością z David Fumero i swoim psem, Jackiem. W remixie teledysku również wykorzystano materiał nagrany do albumowej wersji, ale dodano także fragmenty rapu nagrane w helikopterze i w tunelu podświetlonym, z którego spływała woda.
Teledysk stał się popularny i na zawsze odmienił wizerunek medialny Mariah. We wcześniejszych teledyskach była stylizowana na skromną i tak też zaczyna się teledysk. Z początku teledysku widzimy Mariah skuta kajdankami, jest ubrana w czarną sukienkę i szpilkach na wysokim obcasie i uczesana w taki w sposób, jaki był charakterystyczny dla niej w czasie trwania ostatniej trasy koncertowej, więc też trwania małżeństwa. W tym czasie widywano ją już bardziej odkrywającą ciało, ale po raz pierwszy Mariah pokazała się w samym stroju kąpielowym po tym jak skoczyła do basenu, gdzie pozbyła się czarnej sukienki. Z basenu wyłania się w kostiumie „dziewczyny Bonda” z pierwszej produkcji, Doktor No. Wielu krytyków doszukiwało się odniesienia do życia Mariah. Trwała w małżeństwie, w którym czuła się jak uwięziona – mąż, zazdrosny i zaborczy dyrektor Sony Music Entertainment. Chciał aby wizerunek żony był nienaganny dlatego musiała zakrywać ciało by nie oskarżano ją o rozpustę. W teledysku Mariah zostaje uwięziona przez Włocha, co nawiązuje do pochodzenia Tommy’ego i jego domniemanych związkach z mafią. Kiedy uwalnia się ukazuje się tylko w bikini, ludzie uznali to za bierny policzek dla byłego męża, dlatego że koncepcja teledysku była pomysłem Mariah. Tommy Mottola powiedział, że według niego to jeden z najlepszych teledysków Mariah i spokojnie znosił plotki na temat ewentualnego nawiązania do ich małżeństwa.
Teledysk został nominowany do 1998 MTV Video Music Awards za „Najlepszy żeński teledysk” i znalazł się na liście najlepszych teledysków wszech czasów.

## Remixografia
Do piosenki powstało 12 remixów, które zostały stworzone przez różnych producentów muzycznych. Najbardziej znanym jest Bad Boy Remix i Classic Mix, które zawarto na The Remixes.
Honey
1. Album Version 04:59
2. Bad Boy Remix featuring Mase & The Lox 05:32
3. Smooth Version No Intro 04:24
4. Smooth Version With Intro 04:47
5. So So Def Mix featuring Da Brat & JD 05:11
6. So So Def Radio Mix featuring Da Brat & JD 03:59
7. Classic Mix 08:05
8. Classic Instrumental 07:32
9. Morales Club Dub 10:58
10. Morales Dub 07:34
11. Mo’ Honey Dub 07:23
12. Def Rascal Anthem 10:46
13. Rascal Dub 05:15

Produkcja i aranżacja: Sean „Puffy” Combs, The Ummah, Mariah Carey, Stevie J.
Słowa: Mariah Carey
Muzyka: Mariah Carey, Sean Combs, Kamaal Fareed, Steven Jordan, Stephen Hague, Bobby Robinson, Larry Price, Malcolm McLaren
5 i 6: Produkcja: Jermaine Dupri
7 – 13: Produkcja: Mariah Carey, David Morales
Przy produkcji piosenki oraz remixów do niej korzystano z sampli do piosenek „The Body Rock” The Treacherous Three, autorstwa Bobby Robinson oraz „Hey DJ” napisaną przez Stephen Hague dla World’s Famous Supreme Team.

## Singel
Singel podobnie jak płyta posiadała dwie różne okładki niezależnie od wersji. Na wielu singlach utwory zajmowały różne pozycje, ale ich zawartość była jednakowa.
- USA 5″ CD #CSK 2927

1. Honey (Smooth Version)

- Austria, Francja 5″ CD #664781 1
- Japonia 3″ CD #SRDS 8333
- USA 5″ CD #38K 78648, MC #38T 78648
- Wielka Brytania MC #665019 4
- Australia VHS #664747 5

1. Honey (Album Version)
2. Honey (Bad Boy Remix)

- Argentyna 5″ CD #2-000340
- Aystralia 5″ CD #SAMP 942
- Meksyk 5″ CD #PRCD 97076
- Taiwan 5″ CD #S-P08
- USA 5″ CD #CSK 1489
- Holandia 12″ LP #XPR 2362

1. Honey (Album Version)
2. Honey (Bad Boy Remix)
3. Honey (Smooth Versin With Intro)
4. Honey (Smooth Version No Intro)

- Australia 5″ CD #664747 2, MC #664747 8
- Austria 5″ CD #664781 2
- Brazylia 5″ CD #899.411
- Kanada, USA 5″ CD #44K 78665, MC #44T 78665
- Południowa Afryka 5″ CD #CDSIN 212
- Wielka Brytania 5″ CD #665019 5
- Malezja MC #664781.4

1. Honey (Album Version)
2. Honey (Bad Boy Remix)
3. Honey (Classic Mix)
4. Honey (So So Def Mix)
5. Honey (Classic Instrumental)

- Brazylia 5″ CD #899.410

1. Honey (Album Version)
2. Honey (Classic Mix)
3. Honey (So So Def Mix)

- Wielka Brytania 5″ CD #665019 2

1. Honey (Album Version)
2. Honey (Bad Boy Remix)
3. Honey (Smooth Version With Intro)
4. Honey (So So Def Mix)

- Holandia 12″ LP #XPR 2367

1. Honey (Classic Mix)
2. Honey (Morales Club Dub)
3. Honey (Morales Dub)
4. Honey (Mo’ Honey Dub)

- Holandia 12″ LP Double Pack #664781 6
- USA 12″ LP Double Pack #44X 78665

1. Honey (Album Version)
2. Honey (Bad Boy Remix)
3. Honey (So So Def Mix)
4. Honey (Morales Club Dub)
5. Honey (Classic Mix)
6. Honey (Morales Dub)
7. Honey (Mo’ Honey Dub)
8. Honey (Classic Instrumental)
9. Honey (So So Def Radio Mix)

- USA 12″ LP #CAS 3311

1. Honey (Def Rascal Anthem)
2. Honey (Rascal Dub)

## Pozycje na listach przebojów
| Lista (1997)                         | Najwyższa pozycja |
| ------------------------------------ | ----------------- |
| Australian ARIA Singles Chart        | 8                 |
| Austrian Singles Chart               | 39                |
| Belgian Singles Chart (Flandria)     | 30                |
| Belgian Singles Chart (Walonia)      | 29                |
| Canadian Singles Chart               | 2                 |
| Dutch Singles Chart                  | 15                |
| European Hot 100                     | 16                |
| Finnish Singles Chart                | 12                |
| French Singles Chart                 | 39                |
| German Singles Chart                 | 38                |
| Irish Singles Chart                  | 19                |
| New Zealand RIANZ Singles Chart      | 3                 |
| Spanish Singles Chart                | 4                 |
| Swedish Singles Chart                | 8                 |
| Swiss Singles Chart                  | 23                |
| UK Singles Chart                     | 3                 |
| U.S. Billboard Hot 100               | 1                 |
| U.S. Billboard Hot Dance Club Play   | 1                 |
| U.S. Billboard Hot R&B/Hip-Hop Songs | 2                 |

### Listy coroczne
| Lista (1997)      | Pozycja |
| ----------------- | ------- |
| Australia         | 50      |
| Stany Zjednoczone | 32      |

### Certyfikaty
| Kraj              | Certyfikat | Sprzedaż  |
| ----------------- | ---------- | --------- |
| Australia         | Złoto      | 35.000    |
| Stany Zjednoczone | Platyna    | 1.000.000 |